# Cantonul Montagnac
Cantonul Montagnac este un canton din arondismentul Béziers, departamentul Hérault, regiunea Languedoc-Roussillon, Franța.

## Comune
- Adissan
- Aumes
- Cabrières
- Cazouls-d'Hérault
- Fontès
- Lézignan-la-Cèbe
- Lieuran-Cabrières
- Montagnac (reședință)
- Nizas
- Péret
- Saint-Pons-de-Mauchiens
- Usclas-d'Hérault